# 백세주

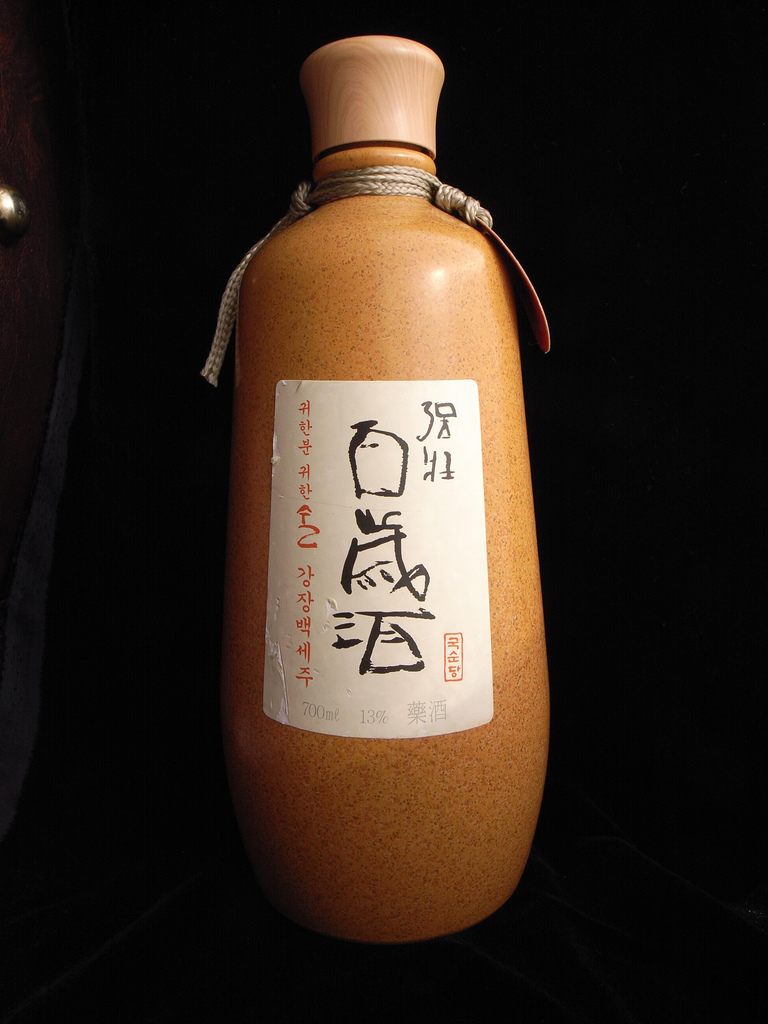
백세주

백세주(百歲酒)는 찹쌀로 만든 한국의 발효술이며, 이 가운데 다양한 허브, 인삼으로 맛을 낸다. 백세주는 전통적인 방식으로 양조하며 미량의 인삼을 넣어 감미로운 맛을 낸다. 백세주라는 이름은 이 술을 마시면 백세까지도 살 수 있다해서 붙여졌다.
백세주는 구이나 매운 음식과 함께 곁들여 먹기도 하며, 소주나 맥주에 비해 고풍적인 술로 간주된다.

## 같이 보기
- 배상면
- 국순당